# Cinéma Urania
 (juin 2025).
Pour les articles homonymes, voir Urania.
Kino Urania est un célèbre cinéma situé dans un bâtiment Art Nouveau à Gornji Grad à Osijek en Croatie.

## Description et protection
Il a été construit selon un projet de l'architecte Viktor Axmann en 1912, qui a pour cette réalisation reçu un prix prestigieux à l'Exposition du film de Vienne.
Le bâtiment se caractérise par une façade convexe-concave inhabituelle avec un pignon ondulé au sommet, surmonté d'un relief. La forme concave de la façade est accentuée par la saillie convexe du balcon du premier étage, sous lequel se trouve l'entrée principale du bâtiment. Le bâtiment a conservé sa fonction originale de cinéma jusqu'à une époque récente et est considéré comme l'une des réalisations les plus importantes de l'architecture Art nouveau en Croatie.
Il est un bien culturel protégé, classé comme « bâtiment public ».

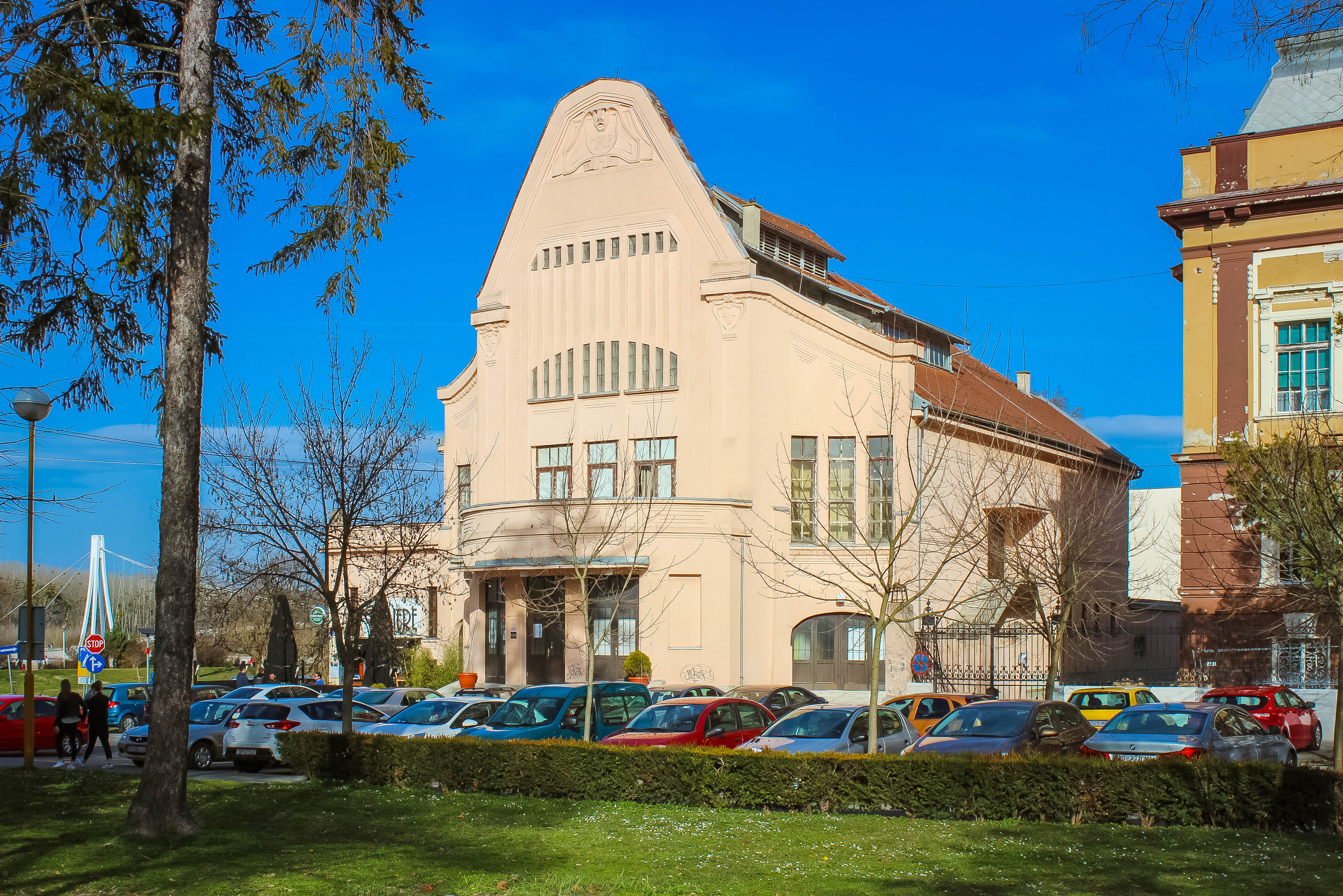

## Sources
1. 1 2  Biens culturels, Z-2334, Kino Urania, consulté le 15 novembre 2020
2. ↑  Viktor Axmann